# Unió de Religiosos de Catalunya
La Unió de Religiosos de Catalunya (URC) és una entitat amb seu a Barcelona fundada el 1980 formada pels responsables dels instituts de vida consagrada i societats de vida apostòlica que són membres de la Conferència Espanyola de Religiosos i tenen cases i comunitats a les diòcesis de Catalunya. Actualment el president és el caputxí Eduard Rey i el secretari general el jesuïta Llorenç Puig
Tracta les qüestions comunes als religiosos i religioses, respectant l'existència d'organismes propis d'uns i altres. El seu principal objectiu és fomentar el diàleg dels diversos Instituts religiosos entre ells, amb els altres organismes de l'Església, amb les entitats socials, amb les autoritats i amb els ciutadans a través de reunions, activitats, relacions de col·laboració i comunicats.